# Mocímboa da Praia
Mocímboa da Praia est une ville portuaire du nord du Mozambique, située au bord de l'océan Indien. Elle est le chef-lieu du district de Mocímboa da Praia dans la province de Cabo Delgado et fait office de poste-frontière pour les voyages à destination et en provenance de Tanzanie. 

## Géographie
Mocímboa da Praia est située au bord du canal de Mozambique (océan Indien), à 1 820 km (2 664 km par la route) au nord-est de Maputo. La ville se trouve à l'embouchure du Rio Mazuma et au fond de la baie de Mocímboa da Praia.

## Histoire

### Période coloniale

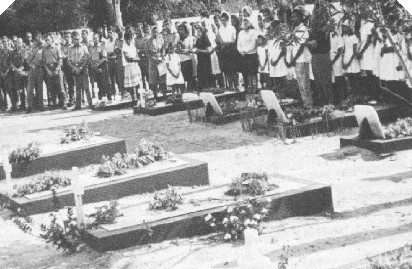
Cimetière portugais

La ville était importante pendant la période coloniale en raison de son port, destiné à l'exportation des ressources naturelles du Mozambique, et de sa proximité avec le Tanganyika au nord. 
Mocímboa da Praia se voit officiellement décerner le statut de vila, le 7 mars 1959.

### Guerre d'indépendance

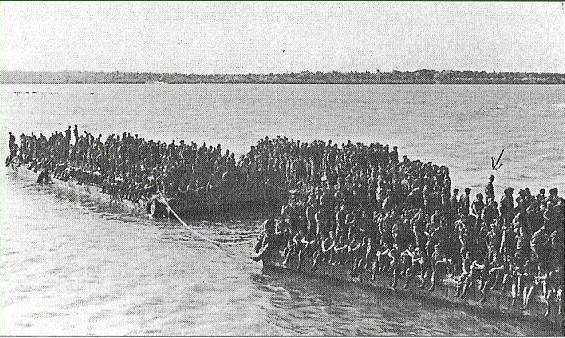
Des troupes portugaises débarquent à Mocímboa da Praia, le 18 juin 1968

Pendant la guerre d’indépendance, les Portugais ont installé une base militaire à Mocímboa da Praia pour lutter contre le FRELIMO. 

### Guerre civile mozambicaine
Pendant la guerre civile, des camps avec des tentes pour les déplacés du sud du pays furent installés dans la ville, relativement épargnée par le conflit. Beaucoup de ces déplacés sont restés vivre à Mocímboa da Praia, même après les accords généraux de paix de Rome, le 4 octobre 1992.

### Période contemporaine
Par la suite, la ville est restée jusqu'à aujourd'hui un fief du Renamo. 
Des émeutes ont eu lieu à Mocímboa da Praia en 2005. 

#### Insurrection islamiste
En 2014 ou en 2015,, une organisation extrémiste se faisant appeler alternativement Ansar al-Sunna (« Défenseurs de la Sunna »), Ansar al-Charia (« Défenseurs de la Charia »), les Chebab (« les Jeunes »), Ahl al-Sunna (« les Gens de la Sunna »), Ahlu Sunna Wa-Jama, (« les Gens de la Sunna et du Groupe ») ou Swahili Sunna, voit le jour à Mocímboa da Praia. Ses membres fondateurs sont d'anciens adeptes du cheikh kenyan Aboud Rogo (en) qui se sont installés à Kibiti (un village de la province de Pwani, à 3 heures de route au sud-ouest de Dar es Salam), puis à Mocímboa da Praia, après son assassinat en 2012,.
L'insurrection islamiste de Cabo Delgado débute dans la ville lorsque le 5 octobre 2017, 30 hommes armés (dont près de la moitié finiront par être interpellés) proches des Chebab y attaquent 3 commissariats, tuant 16 personnes dont deux policiers et un chef communautaire. Ils en profitent pour s'approprier des armes à feu et des munitions. Le 10 octobre, la police mozambicaine affirme détenir au total 52 suspects en lien avec cette attaque. Le 4 décembre, les autorités du district de Mocímboa da Praia révèlent les identités de deux hommes, toujours recherchés, suspectés d'être les organisateurs de l'attaque : Nuro Adremane et Jafar Alawi, qui ont tous deux reçu une instruction théologique en Arabie saoudite, au Soudan et en Tanzanie, où ils auraient par ailleurs été formés au maniement des armes.  
Le 23 mars 2020, des insurgés islamistes parviennent à s'emparer brièvement de Mocímboa da Praia, lors d’une opération militaire amphibie (i.e. coordonnée depuis la terre et la mer). Ils y brûlent les installations gouvernementales (dont les résidences officielles de l’administrateur du district et du maire, la préfecture de police, les casernes et les résidences officielles des forces armées, le petit port, la station-service locale et les succursales des banques suivantes : BCI (pt), Millennium BIM (pt) et  ABSA (en)) et lèvent leur drapeau, mais s'abstiennent de viser les civils (2 morts sont cependant à déplorer parmi eux : une femme et un enfant). Au lieu de cela, ils leur distribuent de la nourriture et des biens du butin, avant d'être expulsés le lendemain. Le surlendemain, la ville ravagée est visitée par les ministres mozambicains de la Défense et de l'Intérieur, Amade Miquidade et Jaime Neto. Le même jour, Daech revendique la responsabilité de l'assaut (via son agence de presse Amaq), également revendiquée quelque temps auparavant par Ansar al-Sunna, qui a prêté allégeance à l'État islamique en juillet 2019 et en favorise l'implantation dans la province d'Afrique centrale. À noter que la date de cette attaque est symbolique : elle intervient un an, jour pour jour, après la perte des derniers territoires syriens de Daech à la suite de la bataille de Baghouz (en). 
Le 12 août 2020, elle retombe aux mains d'un nombre estimé à un millier d'islamistes après cinq jours de combats dans les localités avoisinantes. L'armée mozambicaine s'est retiré faute de munitions, un patrouilleur de la marine a été touché par un tir de roquette. Total a annoncé maintenir son projet gazier dans la région.
Début août 2021, les forces mozambicaines et rwandaises reprennent la ville. Au 8 août, elles annoncent contrôler les principales infrastructures.

## Population

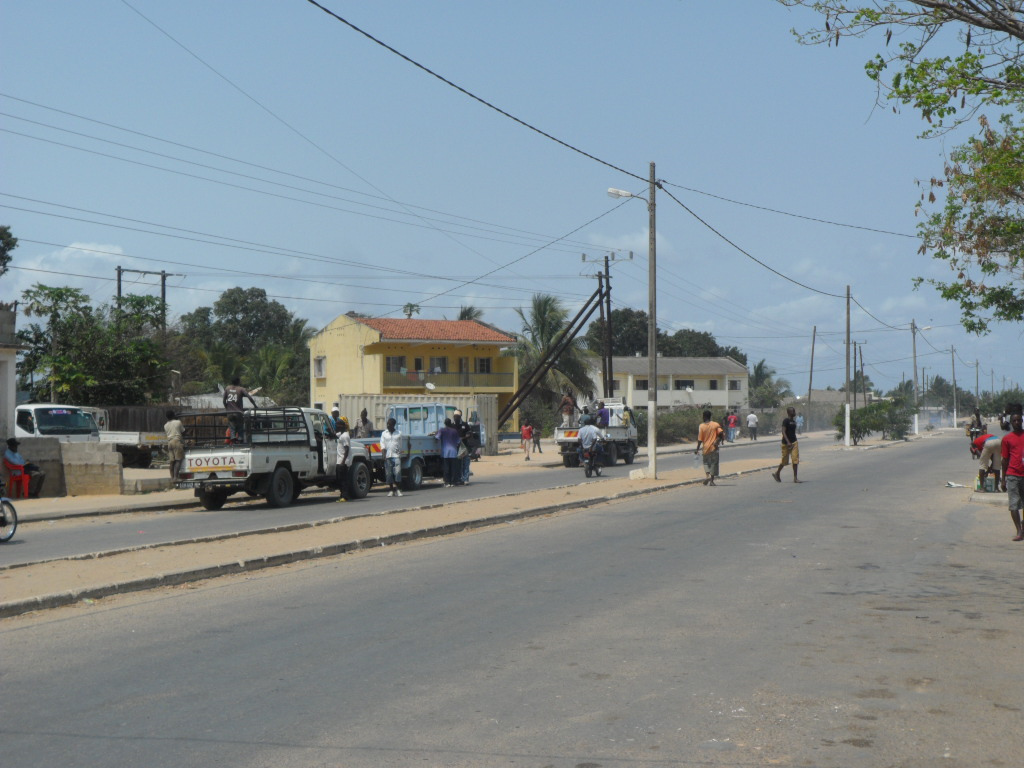
Une rue de Mocímboa da Praia, le 13 septembre 2013

En 2010, la population de la ville était estimée à 30 950 habitants. Parmi eux, de nombreux locuteurs du swahili.
| 1997   | 2008   | 2010   |
| ------ | ------ | ------ |
| 25 506 | 29 761 | 30 950 |

Les tensions entre les Mwani musulmans et les Makondé chrétiens sont particulièrement fortes à Mocímboa da Praia, qui est divisée. Des émeutes ethniques ont ainsi éclaté en 2005 lorsque la Renamo a rejeté les résultats des élections nationales.

### Religion
La majorité des habitants de Mocímboa da Praia sont musulmans. 

## Économie
L'économie de Mocímboa da Praia repose principalement sur la pêche et l'exploitation forestière. 

## Transport
La ville est traversée par la N380, une autoroute internationale qui relie le Mozambique et la Tanzanie. Il s'agit également de la seule route goudronnée entre Pemba et Palma.
Mocímboa da Praia dispose d'un aéroport (en) avec une piste de 2000 mètres de longueur et 45 mètres de largeur destinée à accueillir des Boeing 737. Elle fut inaugurée par le ministre des Outre-Mer (en) portugais, le professeur Silva Cunha (pt), le 28 septembre 1972.